# ポール・ヴィラール

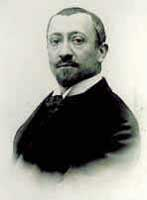
ポール・ヴィラール

ポール・ヴィラール（Paul Ulrich Villard,1860年9月28日 -1934年1月13日）は、フランスの化学者、物理学者である。1900年にウランから放出される放射線の中のガンマ線を発見した。
物理化学の分野の研究者であった。ガンマ線を発見した時はパリの高等師範学校の化学部門で働いていた。1896年のアンリ・ベクレルのウランからの放射線の発見は当時の物理学の最先端の研究分野となり、ベクレルやラザフォードやキュリー夫妻らによって、放射線の正体が何であるかの研究がすすめられていた。放射線に正電荷をもつアルファ線と、負電荷をもつベータ線があって、それらの粒子線の質量と電荷の比などが研究されていた。ヴィラールは放射線の飛跡の写真から、電荷を持たず、透過力の高い3番目の種類の放射線の存在を発見し、1900年に発表した。当時はアルファ線、ベータ線の正体が物理学者たちのもっとも興味のある対象であったため、ヴィラールの発見は注目されなかった。ヴィラール自身もガンマ線の研究を続けなかった。なお、この放射線がガンマ線と名づけられるのは1903年、ラザフォードによってである。